# Марван II
Марван ибн Мухамед ибн Марван или Марван II (688 - 6. август 750) (арапски: مروان بن محمد بن مروان بن الحكم / ALA-LC: Marwān bin Muḥammad bin Marwān bin al-Ḥakam) био је омејадски калиф који је владао од 744. до 750. Познат је као последњи „универзални” омејадски калиф, односно последњи који је владао из Дамаска.
Био је син Мухамеда, сина калифа Марвана I. Године 731/732. је именован за гувернера Јерменије, па је водио борбе са Аланима. Године 743. је, пак, умро калиф Хишам и наследио га је Ел Валид II, који је изазвао незадовољство својим пијанчењем и неморалом. Марван му је упочетку био одан па је писмом настојао да одговори родбину и пријатеље који су планирали пуч. Када је ел Валид затворио и мучио популарног генерала Сулејмана ибн Хишама, и када се против ел Валида окренуо његов брат Језид, Марван је одлучио да интервенише са својом војском. У близини Дамаска је поразио ел Валида, при чему је калиф погинуо. Новим калиф постао је Језид, а Марван је проглашен гувернером северног Ирака. Међутим, већ у октобру је Језид умро. Марван је одбио да прихвати Језидовог наследника Ибрахима као новог калифа, што је довело до новог грађанског рата. Марван и његове присталице су у децембру 744. однеле победу над Ибрахимовим присталицама, па је тако Марван постао нови калиф.
Марванова шестогодишња владавина је била обележена сталним, и на крају, неуспешним покушајима да успостави своју власт на територији целог Калифата, где је ауторитет Омејадске династије претходних деценија био начет како војним поразима и династијским сукобима, тако и дубоким незадовољством шиита, хариџита и не-арапских муслимана. У Ираку је избио хариџитски устанак Ел Дахак ибн Кајс ел Шејбанија коме се прикључио Сулејман ибн Хишам. Марван је тај устанак успео да угуши до 747. Много опаснији је био устанак који је исте године избио источније, у Хорасану, под вођством клана који ће касније бити познат као Абасиди. Устаници су ојачали након смрти тамошњег омејадског гувернера Наср ибн Сајара 748. па су почели да продиру на запад. Устаничка војска је над Марваном однела победу у великој бици на Забу где је погинуло 3000 чланова омејадског клана. Марван је одлучио да бежи на запад, али је ухваћен у Египту и погубљен. Његови синови и службени наседници Убајдалах и Абдалах су успели да стигну до Етиопије, али је Убајдалах убијен.
Нови абасидски калиф Ел Сафах је исте године на банкет позвао све водеће чланове омејадског клана па је тамо наредио да мучки буду пребијени на смрт. Покољ је једино избегао Абдурахман I који је у Ал Андалузу основао нову омејадску државу и тако наставио династију; она међутим више није могла рачунати на универзалну власт над исламским светом, па је тако Марван II био последњи „универзални” исламски калиф.